# Жени Божилова-Патева
Жени Божилова Патева (1878 – 1955) е журналистка, общественичка, основателка на Бургаското женско дружество „Самосъзнание“.

## Биография
Родена на 1 декември 1878 година в село Градец, Котленска община в семейството на абаджия и скотовъдец. Истинското ѝ име е Дженда. Учи в родното си село и завършва Сливенската девическа гимназия „Нанчо Попович“ и придобива философско образование в Берлин и Париж. На 16 години тя става учителка в Карнобат и през 1896 година се премества в Девическото училище в Разград. Омъжва се за Иван Патев – първоначално и той е учител, след това е престижен адвокат, а по-късно е и заместник-кмет на Бургас.
От 1903 до 1955 година Жени Патева живее в Бургас, но още в началото на ХХ век мащабната ѝ дейност на общественичка обхваща цяла България. Тя е сред най-дейните създатели и организатори на женското движение в България и, когато през 1901 г. се създава Българският женски съюз, е избрана за член на неговия управителен съвет. Още тогава Патева запознава напредничавите бургаски жени от благотворително дружество „Милосърдие“ със засилващата се в световен аспект борба за еманципация на „втория пол“. През 1903 г. тя за кратко е председател на „Милосърдие“, но се отказва, защото част от членовете му проявяват ретроградност и не възприемат нейните напредничави идеи за еманципация на жените. Нейните амбиции я тласкат към организиране на просветното и благотворително дружество „Самосъзнание“ (1905). То открива неделни училища, възобновява дейността на читалище „Пробуда“. В читалищната ѝ дейност тя е подпомагана от писателя Петко Росен.
Патева пренася парижки привкус в Бургас и нейният дом става истинско културно средище, посещавано от знаменити българи – Александър Стамболийски, Петко Росен, Найчо Цанов, проф. Александър Балабанов, проф. Асен Златаров, Никола Сакаров, Адриана Будевска, Анна Карима и др. Бидейки делегат на Международния женски съюз в Амстердам (1908) Патева успява да наложи приемането на Българския женски съюз в световната организация. Станала световноизвестна в средите на жените, които се борят за еманципация, бургаската интелектуалка участва и в конгреси на Международния женски съюз в Стокхолм (1911), Норвегия, в Хага (1918 и 1922) и Рим. На тези международни форуми тя изнася доклади на френски език и запознава световния женски елит с „положението на жената и детето в България“ и се изявява като пламенна привърженичка и боркиня за световно омиротворяване. През 1918 г. тя основава българския клон на „Международния женски комитет за траен мир“.
Върху темите, които я вълнуват Патева пише емоционална и богата на факти публицистика и заслужено е удостоена със званието „Почетен член на Международния синдикат на демократичните писатели“. През 1947 г. пише писмо до Васил Коларов и Георги Димитров и не се съгласява със смъртната присъда на земеделеца Никола Петков.
При установяването на тоталитарния режим забележителната, световноизвестна бургаска интелектуалка е лишена от пенсия, бургаският ѝ дом е национализиран от „народната власт“ и на 17 юни 1955 г. умира бедна и унизена в София. Има и документален филм за нея – „Сърце за всички“.

## Книги
- Разногласия в Българския женски съюз. (Принос към историята на нашето женско движение). Бургас, 1904
- В помощ на жената. (Пропагандаторска брошура). Бургас, 1910
- Светлина по пътя на жената. Писма до моята сестра. Възраждане, София, 1932
- Момини сълзи. Социално етически очерк. София, 1938